# Armand Assante
Armand Assante, ameriški igralec, * 4. oktober 1949, New York, ZDA.
Oče je po rodu iz Italije, mama pa iz Irske. Igral je v stranskih vlogah raznim filmov, na odru in na televiziji sedemdesetih let.Študiral je na Ameriški akademiji dramskih umetnosti.
Njegova prva vidna vloga je v filmu iz 1974. leta The Lords of Flatbush. Njegov resen izgled mu je prinesel številne vloge negativaca in nevarnega moža na kinematografskem in TV ekranu.Prav tako je igral rame ob rame z Antoniom Banderasom v filmu Mambo Kings in z Sylvesterom Stalloneom v Judge Dredd-u.
Živi v severnem delu New Yorka in ima dve hčere; nedavno je kupil novo hišo v neposredni bližini trenutnega prebivališča.

## Filmografija
- Two for the Money (2005)
- Push, Nevada (2002) (TV nanizanka)
- On the Beach (2000) (TV)
- The Odyssey (1997) (TV)
- Gotti (1996) (TV)
- Striptease (1996)
- Judge Dredd (1995)
- Kidnapped (1995) (TV)
- Fatal Instinct (1992)
- Hoffa (1992)
- 1492: Conquest of Paradise (1992)
- The Mambo Kings (1992)
- Q&A (1990)
- Unfaithfully Yours (1984
- I, the Jury (1982)
- Private Benjamin (1980)
- Little Darlings (1980)
- The Doctors (TV serija) (1975–1977)
- The Lords of Flatbush (1974)

1. 1 2  Record #139985786 // Gemeinsame Normdatei — 2012—2016.
2. ↑  SNAC — 2010.